# Danleigh Borman
Pour les articles homonymes, voir Borman.
Danleigh Borman (né le 27 janvier 1985 au Cap, Afrique du Sud) est un footballeur sud-africain.
Il évolue au sein du Toronto FC depuis 2011 au poste de milieu de terrain.

## Clubs successifs
- 2006-2007 :   Rhode Island Stingrays
- 2008-2010 :  Red Bull New York
- Depuis 2011 :  Toronto FC